# つくば北警察署
つくば北警察署（つくばきたけいさつしょ）は、かつて存在した茨城県警察が管轄した警察署。署長は警視。庁舎はつくば警察署つくば北警察センターとして利用されている。旧筑波警察署。

## 所在地
茨城県つくば市北条5262番地3

## 管轄区域
- つくば市北部（筑波・大穂地区）
  - 筑波山周辺を管轄区域に含む。

### 昭和16年
北條警察署の昭和16年当時の管轄。
- 筑波郡北條町、筑波町、田水山村、吉沼村、作岡村、菅間村、大穂村、田井村、旭村、小田村、高道祖村

## 交番・駐在所
- 筑穂交番 - 筑穂一丁目15番地1
- 筑波山駐在所 - 沼田1698番地1
- 上大島駐在所 - 上大島647番地1
- 小田駐在所 - 小田2947番地8
- 作谷駐在所 - 作谷1130番地
- 菅間駐在所 - 池田844番地2
- 吉沼駐在所 - 吉沼1143番地1

## 沿革
- 1877年（明治10年） - 土浦警察署北条分署設置
- 1886年（明治19年） - 谷田部警察署北条分署
- 1948年（昭和23年）
  - 2月9日 - 北条町警察署および筑波地区警察署北条警部補派出所に分離
  - 10月19日 - 筑波地区警察署北条警部補派出所を谷田部地区警察署北条警部補派出所に改称。
- 1951年（昭和26年）10月1日 - 北条町警察署・谷田部地区警察署北条警部補派出所廃止、国家地方警察茨城県北条地区警察署設置
- 1954年（昭和29年）7月1日 - 警察法全部改正により茨城県警察発足。茨城県北条警察署となる。
- 1955年（昭和30年）11月1日 - 北條町などが筑波町と合併により茨城県筑波警察署に改称。
- 1988年（昭和63年） - 筑波郡筑波町のつくば市への編入にともない、茨城県つくば北警察署に改称
- 2020年（令和2年）3月2日 - つくば中央警察署と統合、「つくば警察署」が発足[1]。廃止された当署はつくば北警察センターと改称し、引き続き業務を行う[1]。

## 不祥事
- 2019年（令和元年）10月16日 - 栃木県栃木警察署から盗まれ、当警察署で証拠品として保管していた小型ダンプカーを盗まれる事件が発生[2]。犯人は翌年1月15日に逮捕した[2]。